# Quadro de hinos

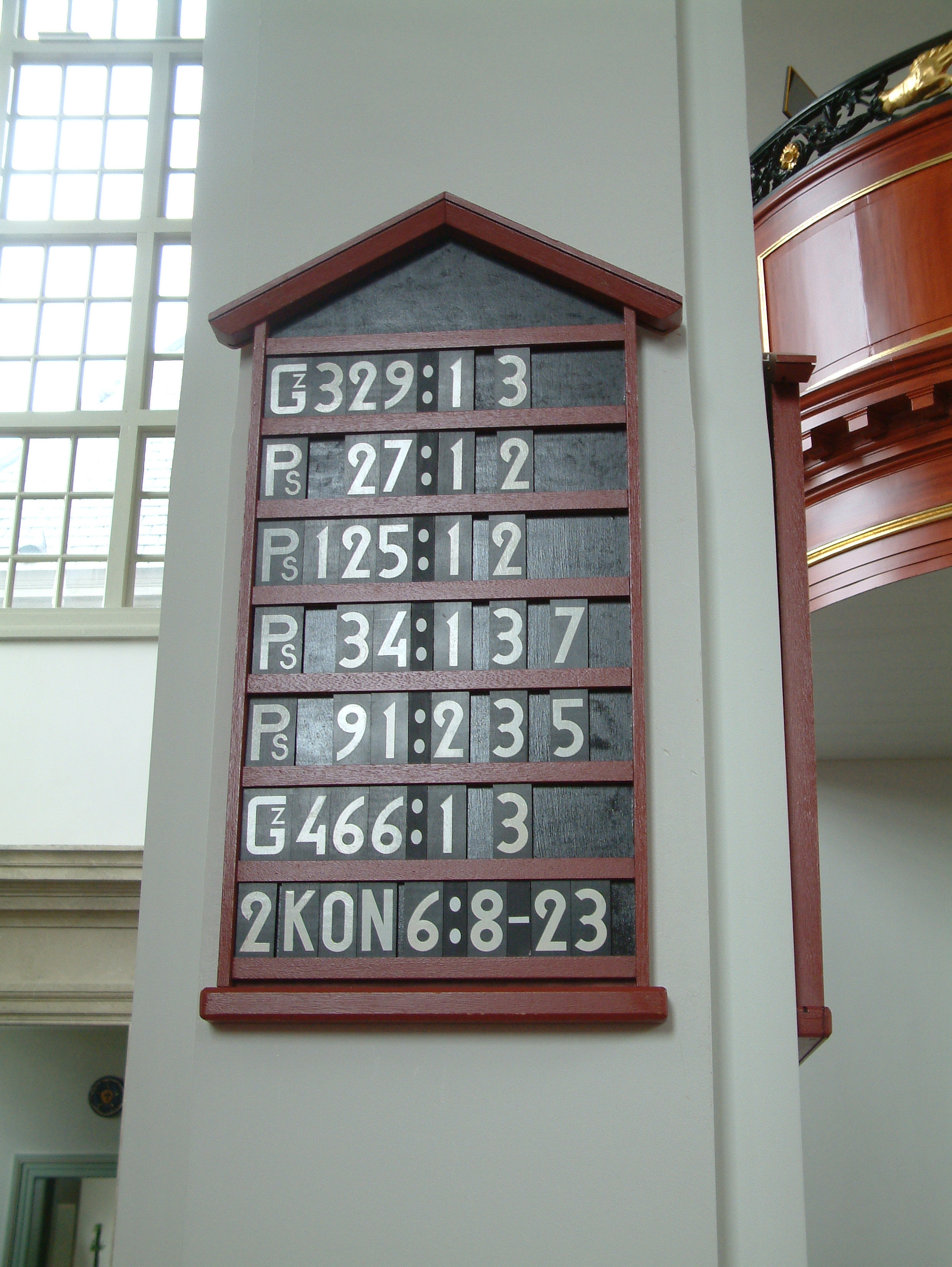
Quadro de Hinos em Zoetermeer
(Países Baixos)

Um quadro de hinos é um quadro usado em igrejas protestantes que lista os hinos que serão cantados durante o culto. Normalmente, os hinos são indicados pelo número sob o qual o hino aparece no hinário da igreja. A exibição dos números dos hinos dessa maneira pode permitir que a congregação marque as páginas relevantes do hinário com antecedência, para facilitar o louvor durante o culto.  números dos hinos também podem ser impressos em uma folha de aviso distribuída antes do serviço. Geralmente a placa se encontra ao lado do púlpito de frente para a congregação. 

## História
Os quadros de hinos se originaram no século XVI, possivelmente dentro da tradição reformada (calvinista), a partir da ideia de facilitar para os fiéis identificarem os hinos que seriam cantados durante o culto. O hinário conhecido como "Psalmorum Davidis" (Salmos de Davi) foi publicado em Genebra em 1562, contendo hinos e salmos cantados durante o serviço. A prática de publicar livros de hinos se espalhou rapidamente entre as igrejas calvinistas e luteranas, e muitas congregações começaram a usar quadros de hinos para exibir os números dos hinos que seriam cantados durante o culto. Originalmente, a prática usual era escrever as linhas de abertura dos hinos no quadro, mas no início do século XVIII, tornou-se mais comum referir-se aos números dos hinos no hinário da igreja.

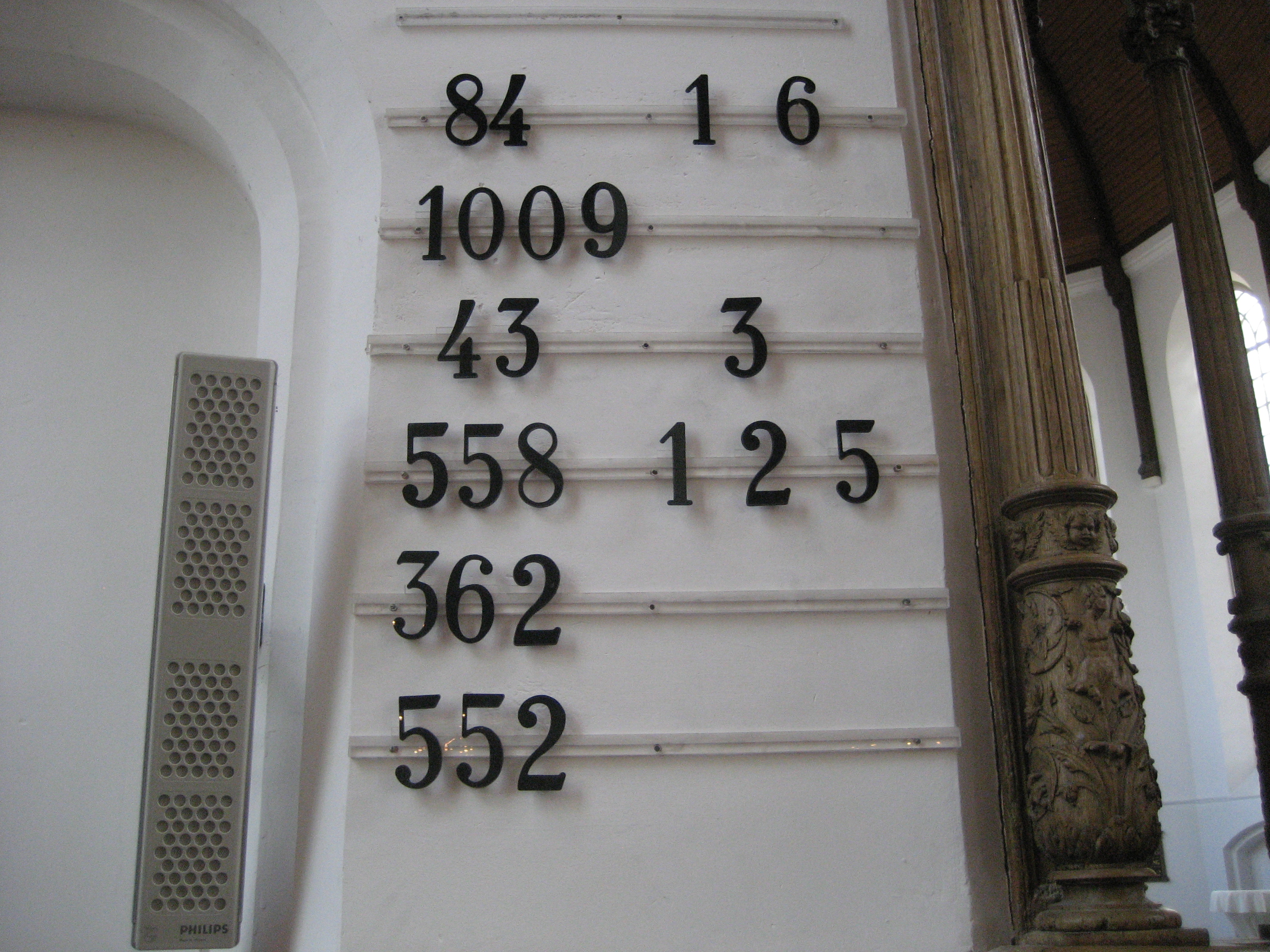
Abcoude
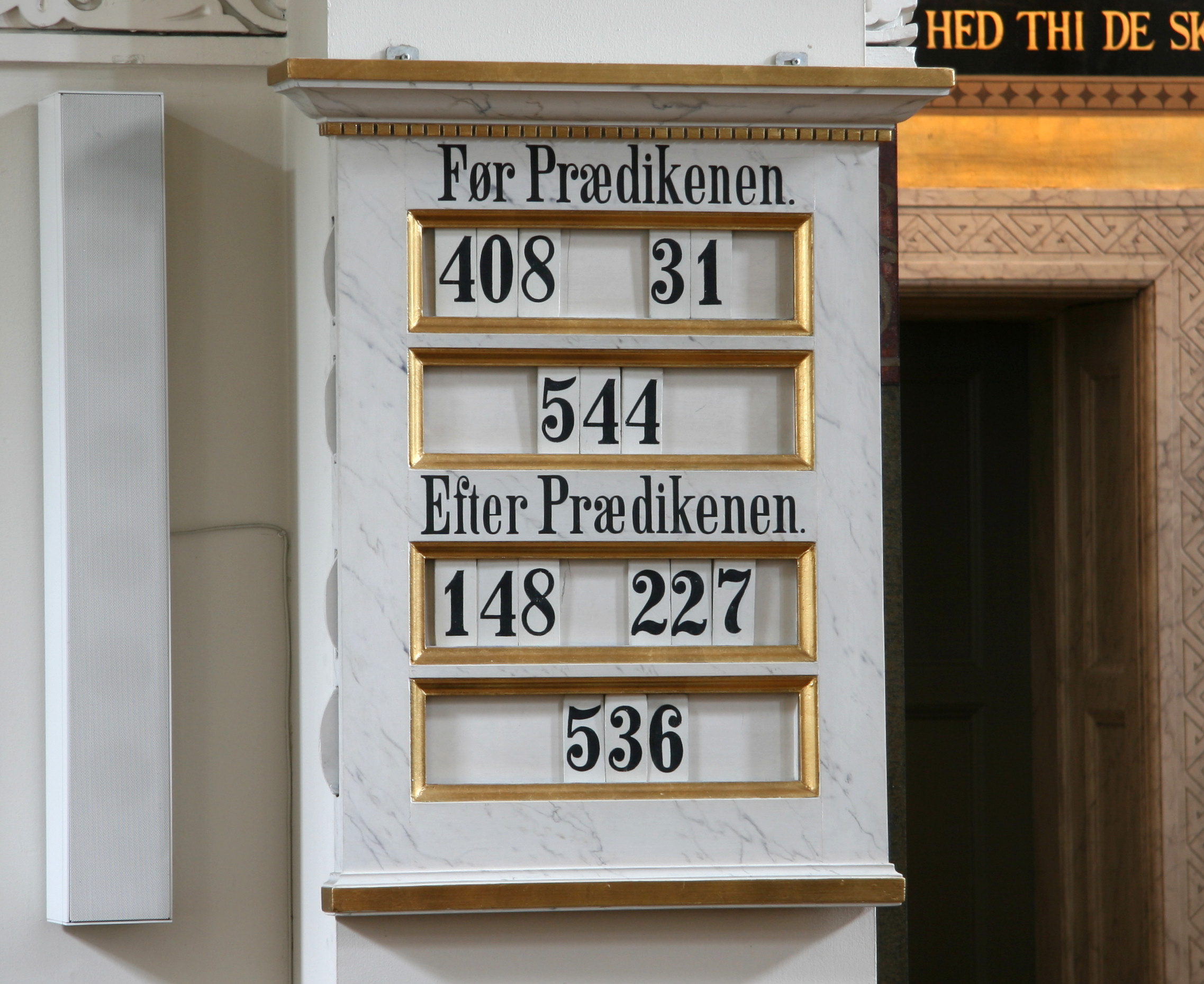
Copenhagen
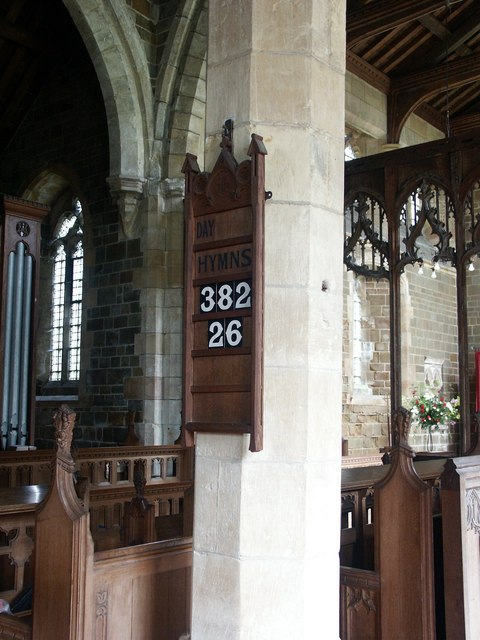
East Kirkby
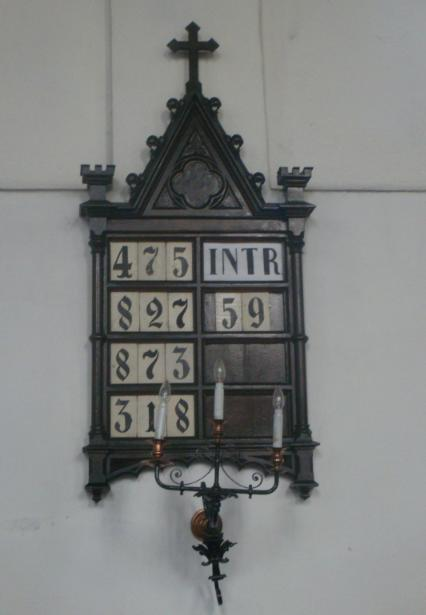
Szopienice